# Survival horor

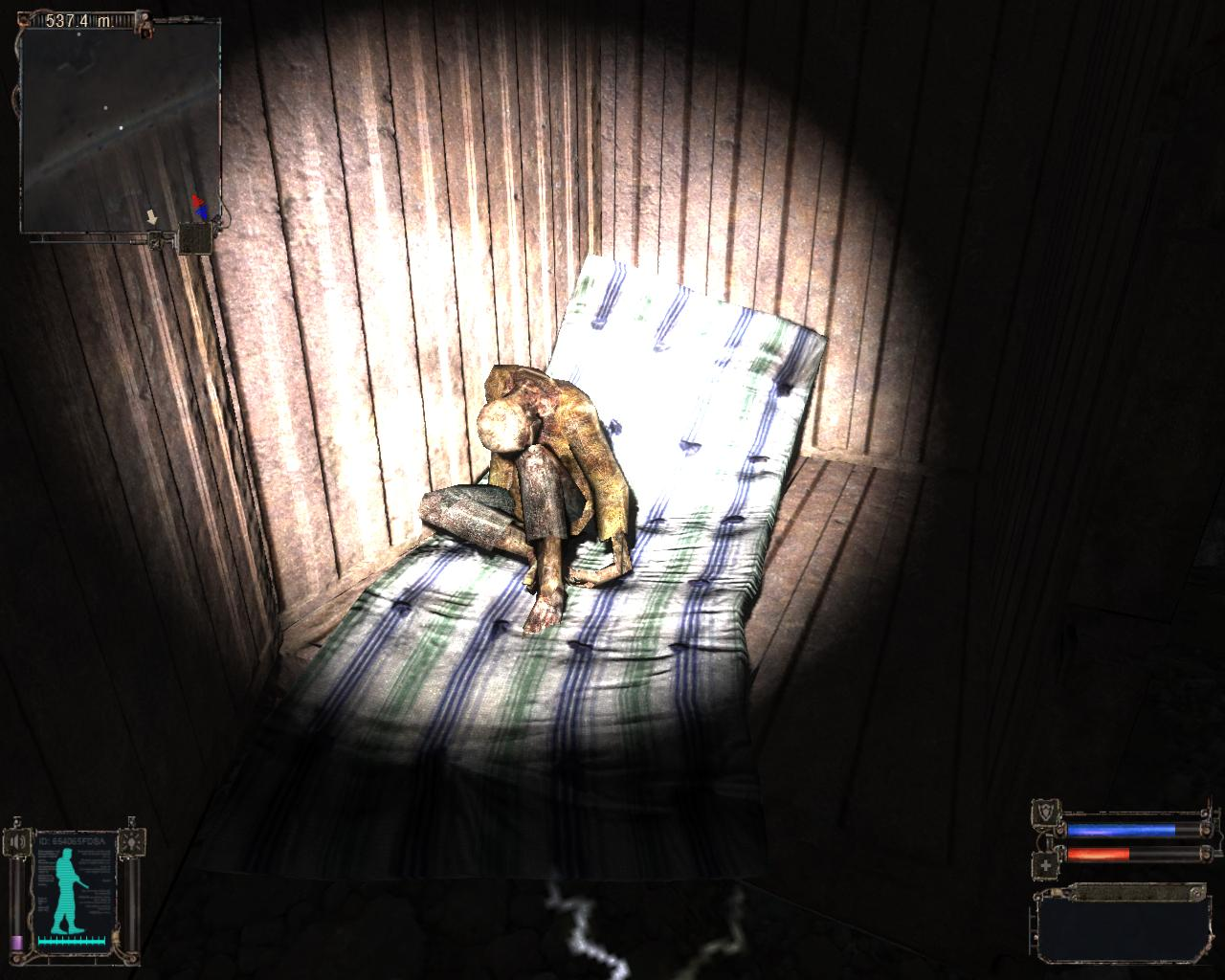
S.T.A.L.K.E.R: Shadow of Chernobyl.

Survival horor (anglicky survival horror) je žánr videoher/počítačových her, v němž hráč musí čelit útokům nadpřirozených nepřátel (často nemrtvých, zombie apod.) a přežít. Nejčastěji se příběh odehrává v klaustrofobickém industrializovaném prostředí, kterému dominuje znepokojivá bizarní stylizace.
Hry obvykle bývají ztvárněny v žánru 3D akčních her (tzv. third-person shooter), ve kterých se kromě bojů objevují také adventurní sekvence. Hudební složkou bývá lomozivá ambientní hudba, která spolu s děsivými zvuky a temnou grafickou stránkou celé hry nabízí psychologicky stresující zážitek, který bývá ještě umocněn (např. ve hrách Silent Hill) fyzicky slabší a neobratnou hlavní postavou, která neumí příliš dobře zacházet se zbraněmi. Kvůli těmto indispozicím pomalu nabíjí střelné zbraně a těžké zbraně na blízko táhne po zemi za sebou.
Dalšími stresujícími faktory snažící se u hráče vyvolat např. pocity opuštěnosti, nejistoty a beznaděje jsou minimum munice, možnost ukládat hru jen na určitých místech a mnohdy i technické nedostatky jako kamera hůře snímající hráčův postup prostředím atd.
Za průkopnický titul survival hororu je považována hra Alone In The Dark z roku 1992. Označení survival horor přišlo však až se hrou Resident Evil.
Kultovními zástupci survival hororu jsou herní série Alone In The Dark, Resident Evil, Silent Hill, Project Zero, Forbidden Siren a další.
Mezi české tituly tohoto žánru lze zařadit Bloodline, Silent Hill: Downpour nebo DayZ.

## Survival horory
- 7 Days to Die
- Alan Wake
- Alan Wake's American Nightmare
- Alien: Isolation
- Alone in the Dark
- Alone in the Dark 2
- Alone in the Dark 3
- Alone in the Dark: The New Nightmare
- Amnézie: Pád do temnoty
- Amnesia: Machine For Pigs
- Dead Space
- Dungeon Nightmares
- Dying Light
- Outlast
- Outlast 2
- Penumbra
- Resident Evil
- Resident Evil 2
- Resident Evil 3: Nemesis
- Resident Evil 4
- Resident Evil 7
- Resident Evil 8: Village
- Silent Hill
- Silent Hill 2
- Silent Hill 3
- Silent Hill 4
- Slender: The Arrival
- Slender: The Eight Pages
- Slender Mansion
- Slender's Woods
- Soma
- The Evil Within
- The Evil Within 2
- Until Dawn
- Visage
- Year Walk